# Бета-аманітин

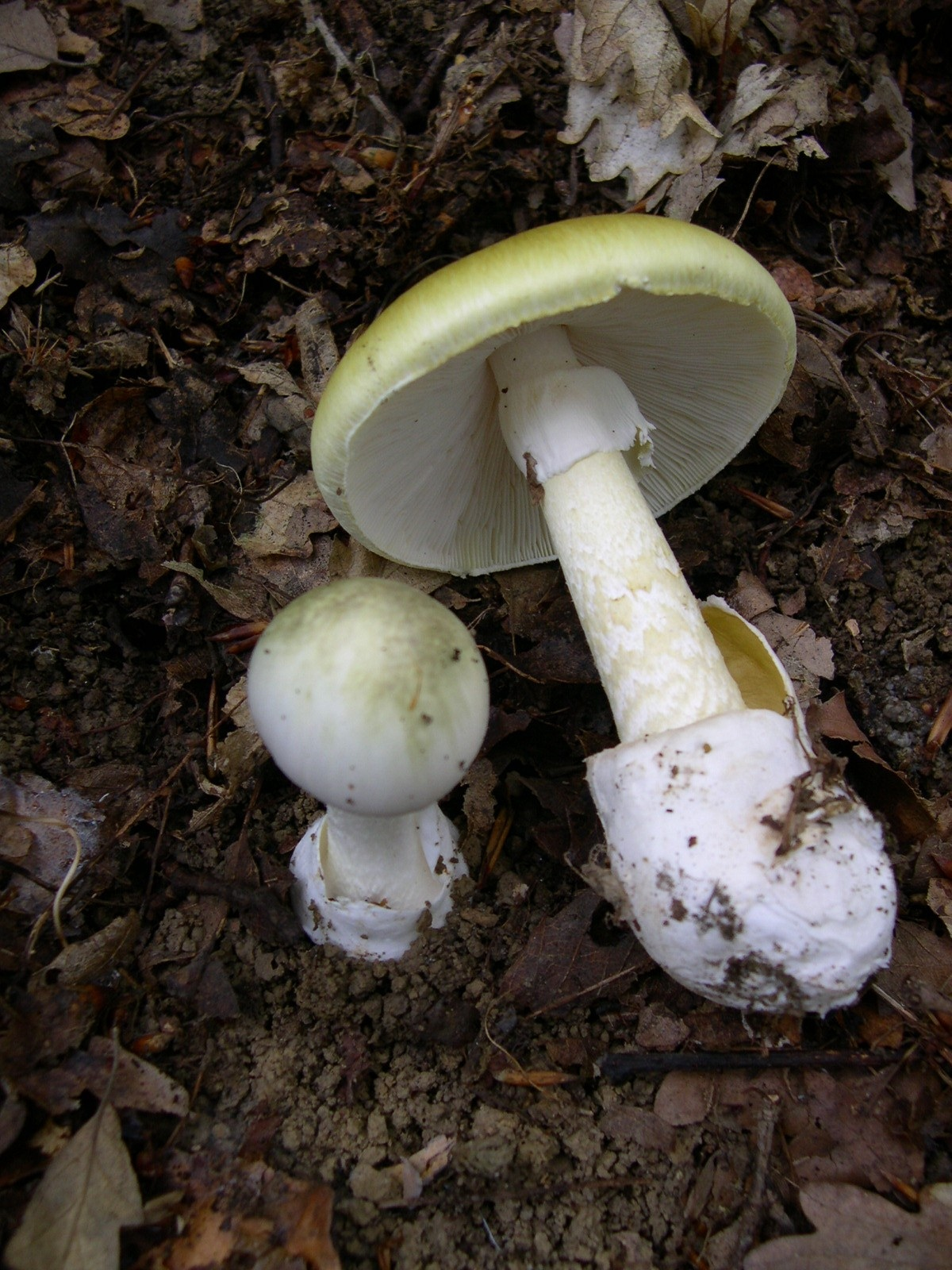
Мухомор зелений Amanita Phalloides

бета-Аманітин або β-аманітин це циклічний пептид, що складається з восьми амінокислот. Сполука належить до групи токсинів відомих під назвою аматоксини, з якими має спільну базову хімічну структуру, і міститься в кількох видах грибів роду Amanita.  До таких грибів належать зокрема бліда поганка (Amanita phalloides), Мухомор білий смердючий,  Amanita bisporigera та деякі інші.  Оскільки ці види містять α-аманітин, β-аманітин, γ-аманітин та ε-аманітин усі вони є смертельно отруйними для людей.

## Токсичність
Летальна доза аматоксинів для людей визначається як 0.1 мг/кг маси тіла.  В середньому гриби роду Amanita містять 3–5 мг аматоксинів, таким чином гриб вагою в 40-50 г може бути смертельним для людини. The U.S. Управління з охорони праці OSHA визначає беспечний рівень концентрації β-аманітину як такий, що не перевищує 5 мг/м3 

### Симптоми впливу та отруєння
Симптоми отруєння бета-аманітином є практично ідентичними до симптомів отруєння альфа-аманітином і аманітинів в цілому. При контакті зі шкірою, вдиханні чи вживанні у їжу β-аманітин може викликати важке позразнення дихальної системи, головний біль, нудоту, кашель, безсоння, діарею, розлади системи травлення, біль у спині, ушкодження печінки та нирок та інші симптоми характерні для впливу аматоксинів. 

## Фізіологічний механізм дії
В основі механізму дії бета-аманітину на клітини еукаріот лежить здатність до пригнічення РНК-полімерази II та III. Такий механізм є спільним для всіх аманітинів та аматоксинів. Детальний опис міститься в статтях про альфа-аманітин та аматоксини.